# هنريك بي. أندرسن
هنريك بي. أندرسن هو نحات دنماركي، ولد في 13 مايو 1958.